# عبد العزيز الدوسري (لاعب كرة قدم مواليد 1998)
عبد العزيز سعد الدوسري لاعب كرة قدم سعودي يلعب حالياً في نادي الهداية.

## مسيرة اللاعب
لعب في نادي الاتفاق ونادي النهضة ونادي الصفا ونادي النور ونادي الهداية.